# トヨタ・プログレ
プログレ（Progrès）は、トヨタ自動車が1998年5月から2007年5月まで販売していたセダン型の高級乗用車である。

## 概要
メルセデス・ベンツ・CクラスやBMW・3シリーズに該当する「小さな高級車」をキャッチコピーに掲げ、全幅を小型自動車（5ナンバー）枠相当である1,700mmに、全長も4,500mm（後期型は4,510mm）と極めてコンパクトに抑えていることが特徴であるが、JZ系2.5/3リッターエンジン搭載車のため、区分としては普通自動車（3ナンバー登録）となる。車格はDセグメントないしフルCセグメント（1990年代当時での基準）に相当するものの、ホイールベースは販売当時の10/11代目クラウン（Eセグメント・全長4,820mm）と同等の2,780mmを誇り、居住空間は十分な広さを確保している。
エンジンはいずれも直列6気筒自然吸気ガソリンエンジンで、排気量2.5 Lと3.0 Lの2種類が搭載され、駆動方式はFRもしくは4WD。グレードは2.5 L+FRの「NC250」、2.5 L+4WDの「NC250 Four」、3.0 L+FRの「NC300」の3種類が用意された。プラットフォームは8代目マークII系、足回りは10代目クラウン系である。
エクステリア・インテリア共に極めて保守的なデザインであるが、本車のチーフエンジニア(CF)である野口満之は同時期にフルモデルチェンジした2代目センチュリーのCFを兼任しており、プログレの特徴である丸型2灯と縦型2で構成されるフロントマスクと類似したイラストが、2代目センチュリーのデザイン案として提案されていた（カースタイリングによる）。
品質は「クラウン以上のセルシオ品質」が謳われ、全車塗装は全色5層コート、吸音材を多用（静粛性向上）。装備もレーダークルーズコントロール、本革シート、高性能オーディオ等が用意され、カーテンエアバッグやNAVI・AI-SHIFTは日本車では初搭載となるなど、当時の最新のテクノロジーも盛り込まれていた。特筆に価する点として、NC300・NC250ともに本木目のパネル・ドアトリム・コンビステアリングホイール・シフトレバーノブ・ウィンカー/ワイパーレバーノブを有す「ウォールナットパッケージ」のオプションが用意されていた。1998年当時、本木目の内装を持ち、一般販売されていたトヨタ車はセンチュリーとセルシオ､ソアラのみであり、クラウンはもとより2/3代目クラウンマジェスタでさえ全車木目調であった。
センチュリーと同じく、エクステリアやインテリアにトヨタのCIエンブレムが付いていない数少ない車種であり、代わりに車名の頭文字「P」をあしらったエンブレムが、フロントグリル、トランクリッド、ホイールセンターキャップ、ステアリングホイールおよびキーに付けられていた。これは、既存のトヨタのセダン系車種ヒエラルキーに属すことを否定したためとされている。また、グレード名に冠される「NC」は「NEO CATEGORY」の頭字語であった。
マイナーチェンジ後の2001年6月には、全幅・全長をやや拡大してスタイリングも若々しくした姉妹車のブレビスが登場した。
しかし、プログレ・ブレビスともに販売台数は伸びず、2007年5月、車種整理の対象とされ販売終了。9年の歴史に幕を下ろした。要因として、保守的過ぎたエクステリア・インテリアのほか、同クラスの他のFRセダンとの差別化が図れず、サイズの割にコストがかかり高額であったことや、当時は「小さな（国産）高級車」が受け入れられなかったことが挙げられる。
事実上の後継車はミドルクラスのハイブリッドカーであるSAIである。また、プログレの本来の目標であった「Cクラスや3シリーズに対抗するプレミアムコンパクト」という役目は、レクサス・ISが担うこととなった。
車の性格上、チューニングベースに用いられることはほぼないが、JZエンジンでFR、かつ不人気で中古車価格が安く、他のJZエンジン搭載車と異なり粗雑に扱われた個体が極めて少ない、といった理由で、大掛かりな改造を施してドリ車のベースとして使用されることがある。

## 初代 XG10型（1998年-2007年）

### 年表
- 1997年10月 - 第32回東京モーターショーにてNC250として参考出品。開発当初は「ニューロン」という名前で発売予定だった。
- 1998年5月14日 - 発表。搭載エンジンは1JZ-GE（NC250）、2JZ-GE（NC300）。
- 1999年
  - 5月 - 専用パーツを使用し足回りをチューンしたスポーティグレードとしてiRバージョンを追加。
  - 12月 - NC250に4WDが追加。
- 2000年4月 - 一部改良。オプションでサペリマホガニーを使用するウッドパネルも選択可能とした。
- 2001年4月11日 - マイナーチェンジ。
  - フロントグリル・トランクリッド部・アルミホイールの意匠を変更。同時にボディカラーが見直された。
  - エンジンは直噴（D-4）化され、1JZ-FSE（NC250・NC250Four）、2JZ-FSE（NC300）に換装された。また変速機は5速ATに変更された（4WDを除く）。
  - 「良-低排出ガス（☆）」の認定を受け、排出ガス記号が「GF」から「TA」となった。
- 2002年11月20日 - NC250に特別仕様車「プライムセレクション」を追加。
- 2004年4月 - 一部改良。ディスチャージヘッドランプを全車標準装備化。iRバージョンおよびノーブルインテリアパッケージを廃止。
- 2005年12月6日 - 一部改良。定速クルーズコントロールを全車標準装備化。
- 2007年5月 - 生産・販売終了。 販売期間中の新車登録台数の累計は7万8019台[2]。

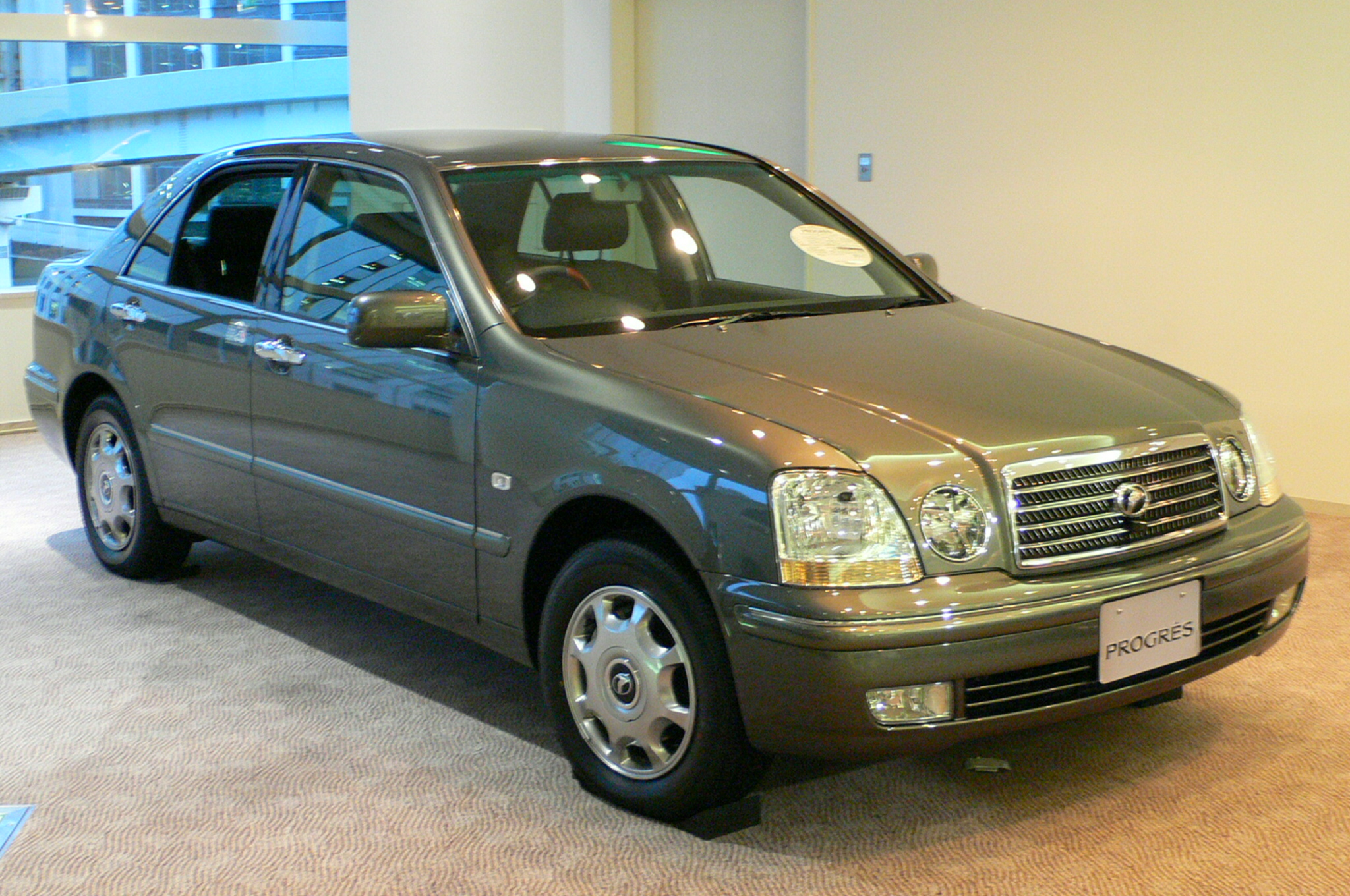
後期型（2001年4月 - 2007年5月）
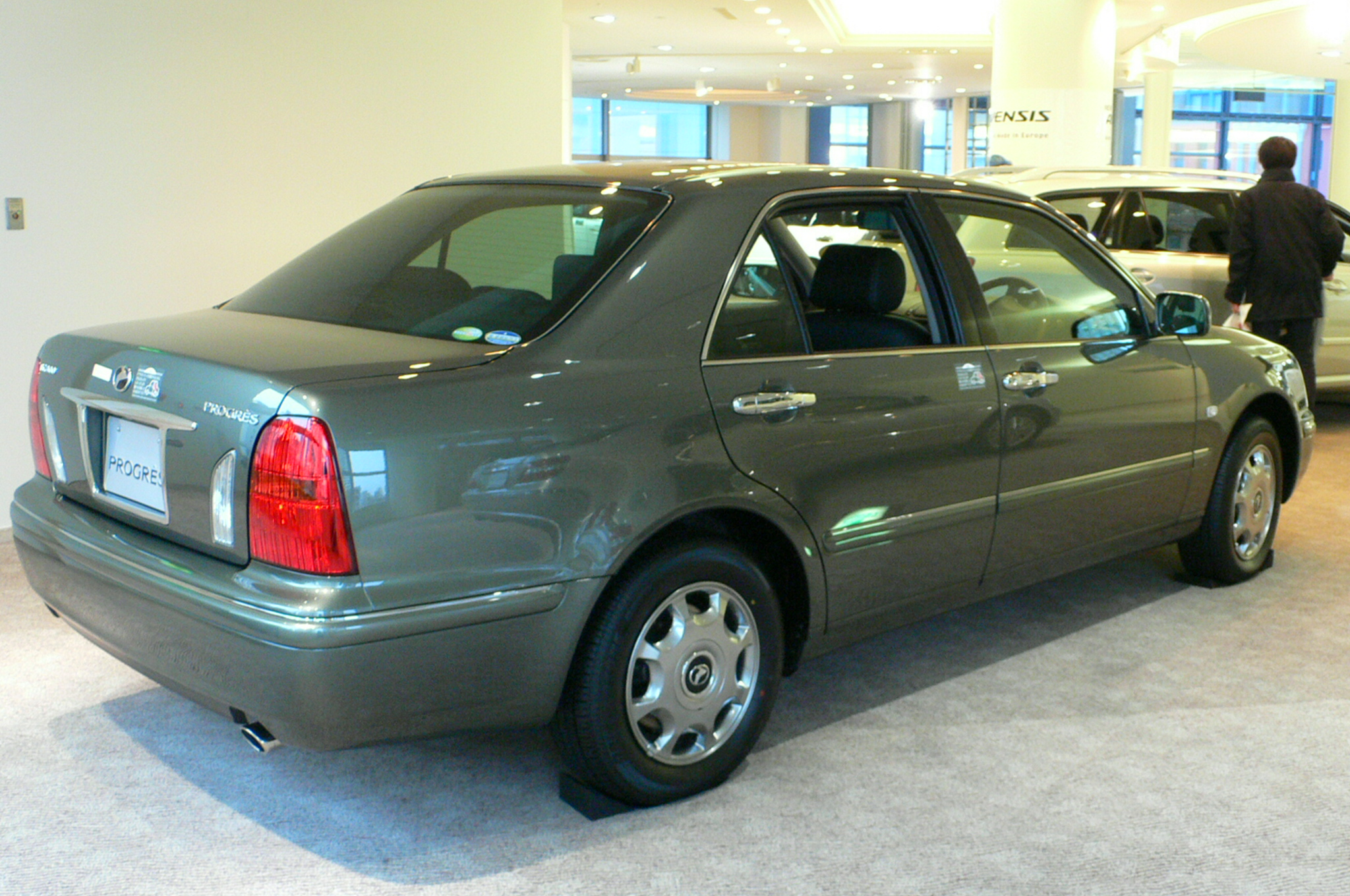
後期型リア

## 販売店
- トヨペット店（大阪地区は2006年8月7日まで大阪トヨタ）

## 車名の由来
フランス語の「進歩」「進取」から。